# Wollbeutelratten
Die Wollbeutelratten (Caluromys) sind eine Gattung der Beutelratten (Didelphidae) und auf dem amerikanischen Kontinent vom südlichen Mexiko bis ins nördliche Argentinien verbreitet. 

## Beschreibung
Sie erreichen eine Kopfrumpflänge von 18 bis 29 Zentimetern und ein Gewicht von 200 bis 500 Gramm. Der 27 bis 49 Zentimeter lange, zur Hälfte behaarte Schwanz kann als Greifschwanz verwendet werden. Ihr weiches, langes Fell ist rötlich-braun oder grau gefärbt und manchmal weiß gemustert, die Unterseite ist gelblich. Charakteristisch ist der schwarze Gesichtsstreifen.

## Lebensraum und Lebensweise
Ihr Lebensraum sind in erster Linie Wälder, wo sie vorwiegend auf Bäumen leben. Sie sind geschickte Kletterer und dämmerungs- oder nachtaktiv. Sie leben einzelgängerisch, zeigen aber kein ausgeprägtes Territorialverhalten. 
Wollbeutelratten sind Allesfresser, ihre Nahrung besteht aus Früchten, Samen, Blättern, Insekten und kleinen Wirbeltieren.
Bis zu dreimal im Jahr bringt das Weibchen drei bis vier, selten auch bis zu sieben Jungtiere zur Welt. Die Tragzeit ist mit 25 Tagen die längste aller Beutelratten. Die Neugeborenen bleiben drei Monate im Beutel und werden mit vier Monaten entwöhnt. Das höchste bekannte Lebensalter einer Wollbeutelratte betrug sechs Jahre.

## Systematik
Es werden drei Arten unterschieden:
- Die Derby-Wollbeutelratte (Caluromys derbianus) ist von Südmexiko bis Ecuador verbreitet.
- Die Rote Wollbeutelratte (Caluromys lanatus) lebt von Kolumbien bis Nordargentinien.
- Die Gelbe Wollbeutelratte (Caluromys philander) ist zwischen Venezuela und Südbrasilien beheimatet.

## Bedrohung
Die Weltnaturschutzunion IUCN führt alle 3 Arten der Wollbeutelratten in der Roten Liste gefährdeter Arten; allerdings werden sie als „gering gefährdet“ (Least Concern)  bewertet.
Wollbeutelratten sind vorrangig durch die Zerstörung ihres Lebensraumes gefährdet. In früheren Zeiten wurden sie wegen ihres Felles gejagt, diese Praxis wird jedoch heute kaum mehr ausgeführt. 